# 東方菱鯛
東方菱鯛為輻鰭魚綱鱸形目羊魴科的其中一種，分布於中東太平洋的夏威夷群島海域，棲息深度可達311公尺，體長可達12.4公分。